# Semia
Semia o Semla nella mitologia etrusca era la dea della terra, madre di Fufluns.
Il nome stesso della dea è la versione etrusca della divinità greca Semele, dalla quale deriva.

## Raffigurazioni

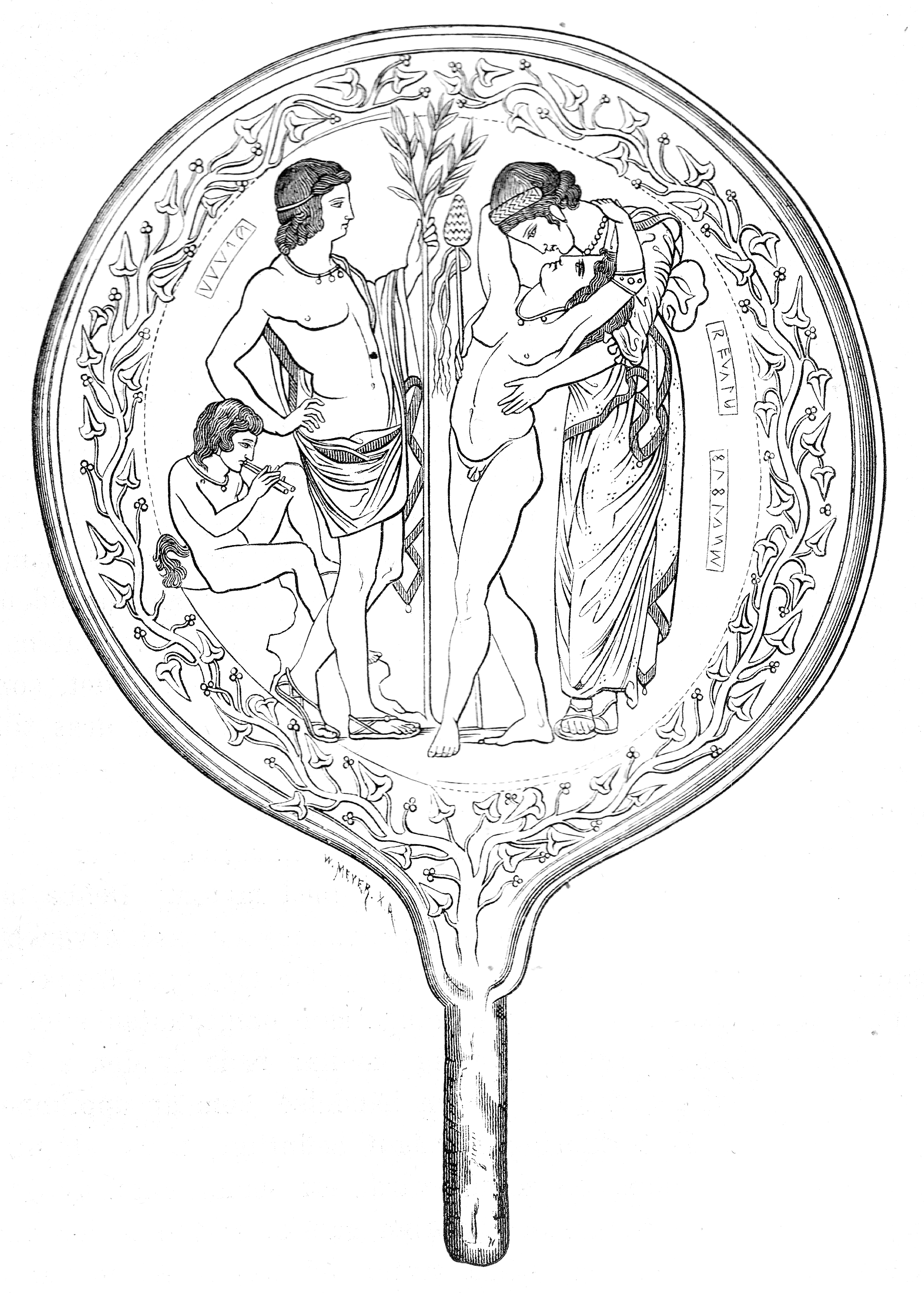
Disegno dello specchio etrusco in bronzo che mostra Semla che abbraccia il giovane Fufluns, con Aplu che guarda e un giovane satiro che suona un aulos

Uno specchio etrusco del IV secolo a.C. mostra una donna che tiene un thyrsus e bacia un giovane Fufluns, mentre quest'ultimo la abbraccia in presenza di Apulu, che ha in mano un ramo di lauro. L'attribuzione della figura femminile è agevolata dall'iscrizione Semla sullo specchio.